# Miljøkemi
Miljøkemi er den videnskabelige disciplin, hvor kemiens metoder og resultater anvendes på miljøet.
Faget er opstået, fordi man har erkendt, at kemiske stoffer af naturlig såvel som syntetisk oprindelse har indflydelse på en lang række naturligt forekommende processer og organismer. Man søger at forstå disse fænomener ved hjælp af kontrollerede kemiske eksperimenter og målinger, idet de indvundne resultater tolkes ud fra kemiens og fysikkens love. Dermed opnås en fundamental forståelse for de kemiske processer i den givne sammenhæng.
Ofte er endemålet for miljøkemiske studier, at kunne påvirke og ændre observerede miljøforureninger; hertil er en grundlæggende forståelse for de kemiske og biologiske fænomener altid nødvendig.

## Ekstern henvisning
- Dansk Selskab for Miljøkemi. Arkiveret 30. juni 2007 hos  Wayback Machine
- [//da.wikipedia.org/w/index.php?title=Wikipedia:Artikler_med_d%C3%B8de_eksterne_henvisninger&dwl=http://www.ki.ku.dk/uddannelser/studiehverdag/miljoekemi/ Webside ikke længere tilgængelig], Søg i webarkiv:  [http://wayback.web.archive.org/web/*/http://www.ki.ku.dk/uddannelser/studiehverdag/miljoekemi/ Uddannelse i miljøkemi – Københavns Universitet]